# پرستاری از کودک (فیلم)
پرستاری از کودک (به فرانسوی: Babysitting) یک فیلم کمدی فرانسوی محصول سال ۲۰۱۴ می‌باشد که به سبک ژانر " ویدیوی پیدا شده " فیلمبرداری شده‌است. کارگردانی این فیلم را نیکولاس بنامو و فیلیپ لاشو به عهده داشته‌است.

## بازیگران
- فیلیپ لاشو در نقش فرانک
- آلیس دیوید در نقش سونیا
- وینسنت دسانات در نقش ارنست
- طارق بودالی در نقش سم
- جولین اروتی در نقش الک
- گراژوار لودگ در نقش پل
- دیوید مارسی در نقش جین
- ژرار ژونیو در نقش آقای شوودل
- کلوتیلد کورو در نقش خانم شوودل
- فیلیپ دوکن در نقش مأمور کیلود
- شارلوت گابریس در نقش استل
- دیوید سالس در نقش بازرس لاویل
- فیلیپه بریگارد در نقش آقای مونه

## دنباله
در ژانویه سال ۲۰۱۵، یونیورسال پیکچرز تأیید کرد که دنباله این فیلم در دست تولید است. در دسامبر سال ۲۰۱۵ با عنوان پرستاری از کودک ۲ منتشر شد.